# Séisme du 21 juillet 365 en Crète
Le très violent séisme du 21 juillet 365 en Crète souleva son extrémité sud-ouest de près de neuf mètres et occasionna un puissant tsunami. Celui-ci ravagea de nombreuses côtes du bassin oriental de la mer Méditerranée, frappant en particulier durement Alexandrie. 
Les témoignages littéraires antiques de cette catastrophe sont nombreux, mais hormis celui d'Ammien Marcellin qui date et décrit bien le reflux et le flux spectaculaire du tsunami, ils sont entachés d'imprécisions, d'exagérations et d'interprétations. Celles-ci tendent à faire du phénomène un séisme de dimension universelle à l'échelle de l'Empire romain, qui aurait affecté toutes les terres de Méditerranée orientale et centrale. Les historiens et les archéologues sont partagés sur la portée géographique réelle de ce séisme.

## Problématiques des témoignages historiques
Les écrits antiques qui retracent cet événement sont nombreux, mais leur interprétation doit être menée avec prudence, pour deux raisons. 
D'une part, la Méditerranée orientale est le siège d'une activité sismique récurrente causée par la subduction de la plaque africaine sous la plaque anatolienne, et la plaque de la mer Égée, au sud de la Crète, a causé de nombreux phénomènes sismiques violents durant la période comprise entre 350 et 450. De surcroît, les écrivains antiques utilisent des systèmes de datation divers (système romain, ère séleucide, mois égyptiens, olympiades, etc.), ce qui ne facilite pas l'établissement d'une liste cohérente de séismes dans cette période.
D'autre part, les auteurs antiques dont les écrits nous sont parvenus ont tendance à amplifier l'étendue catastrophique des phénomènes, quitte à généraliser et faire l'amalgame entre des catastrophes qui se sont produites dans des lieux non précisés ou éloignés les uns des autres, ou à des dates différentes. Les détails fournis peuvent être altérés par l'exagération, les effets rhétoriques ou la répétition de lieux communs. En outre, séismes et tsunamis n'étaient le plus souvent pas appréhendés comme des phénomènes naturels, mais comme des signes d'origine divine, interprétés selon les croyances et les opinions politiques de l'auteur comme une manifestation de colère divine provoquée par la conduite des dirigeants ou des peuples, ou bien comme le signe précurseur d'un événement tragique marquant.
La date du séisme en 365 revêt une importance particulière pour influer sur les témoignages historiques et permettre les interprétations politico-religieuses du phénomène. Elle suit de près la mort en juin 363 de l'empereur Julien, dont la politique religieuse avait exacerbé l'antagonisme entre tenants de la religion antique et chrétiens, et dont la mort avait été précédée en mai 363 par un séisme destructeur en Syrie et en Palestine. L'année 365 est aussi celle de nouvelles tensions, avec la tentative d'usurpation de Procope en novembre, et le baptême de l'empereur Valens par un évêque arien, ce qui ravive les divisions entre chrétiens.

## Auteurs évoquant le séisme et le tsunami de 365
Deux écrivains sont des contemporains du séisme et transcrivent le récit de la catastrophe dans les années qui suivent. 
L'historien Ammien Marcellin a transmis un récit factuel et dépourvu de référence divine, qui évoque un tremblement de terre le 21 juillet 365 avant l'aube puis le retrait spectaculaire de la mer suivi du retour de vagues destructrices, charriant des navires à l'intérieur des terres, les échouant parfois sur des maisons, comme à Alexandrie et à Méthone en Messenie. Jérôme de Stridon dans la Suite de la chronique d'Eusèbe mentionne pour l'année 365 un tremblement de terre « universel » et un tsunami touchant la Sicile et des îles. Dans d'autres textes, il rattache à ce tremblement de terre un tsunami ayant frappé Épidaure de Dalmatie après la mort de Julien, et un séisme à Aréopolis en Arabie,.
Les textes d'un troisième auteur, le rhéteur Libanios, posent un problème d'interprétation. Très affecté par la mort de Julien dont il partageait les opinions religieuses, Libanios présente une série de séismes comme les manifestations d'un deuil qui affecte la Nature entière : de nombreuses villes sont détruites en Syrie-Palestine et en Sicile, toutes en Libye et chez les Hellènes, Nicée est détruite, Antioche touchée. Dans cette énumération, deux séismes sont historiquement datés : le 2 décembre 362 pour Nicée le 19 mai 363 pour la Syrie, donc Antioche, et la Palestine,. L'historien Paul Petit estime que Libanios s'est trompé de deux ans, et qu'il évoque la catastrophe de 365, point de vue partagé par l'archéologue Antonino Di Vita. Inversement, François Jacques et Bernard Bousquet considèrent que le témoignage de Libanios ne concerne pas un séisme unique, mais une série, et qu'il est antérieur à la catastrophe du 21 juillet 365, car il ne dit rien des raz-de-marée, bouleversements contre nature qui ont tant impressionné les autres auteurs.   
La date du 21 juillet 365, donnée par Ammien Marcellin, est confirmée par trois autres documents, l'Index des lettres festales d'Athanase, les Consularia constantinopolitana et les Consularia italica. Sozomène situe la catastrophe sous le règne de Julien, dans une intention polémique, car il en fait une démonstration de la colère de Dieu contre ce dernier.

## Interprétations archéologiques
La lecture des sources antiques impose à partir du XIXe siècle l'association du séisme de 365 à la vision d'une catastrophe générale touchant non seulement la Méditerranée orientale, mais aussi l'Afrique du Nord et l'Italie jusqu'aux Alpes. Les archéologues vont avoir tendance à attribuer au séisme de 365 toutes les destructions observées sur les sites pour la période comprise entre 360 et 380 et à en faire un repère chronologique commode, certain et précis à leurs yeux, des destructions et des reconstructions antiques.
Libanios avait évoqué la destruction des villes de Grèce, de Sicile et de Libye, terme qui pouvait désigner aussi bien la Cyrénaïque que toute l'Afrique du nord. Pour l'archéologue Antonino Di Vita, le séisme de 365 toucha donc l'Italie, l'Afrique du nord et la Sicile, et causa la destruction de Sabratha et Leptis Magna en Libye, de plusieurs villes en Tunisie et de la villa romaine du Casale à Piazza Armerina,.
Plus largement encore, René Rebuffat étendit l'impact du séisme jusqu'à l'intérieur de l'Algérie, avançant l'hypothèse qu'il frappa la cité romaine de Cuicul. Lepelley rejette cette interprétation commode mais contraire à la sismologie, qui constate que les secousses, même de grande ampleur, n'engendrent pas de destructions d'édifices au-delà d'une centaine de kilomètres autour de leur épicentre, au large de la Crète dans le cas de 365. Pour lui, les destructions frappant les cités d'Afrique romaine, les pauses dans les efforts de reconstruction doivent principalement s'expliquer par des facteurs socio-économiques (troubles sociaux ou raids de tribus insoumises, réquisitions massives causées par les guerres civiles, etc).

## Interprétations géologiques

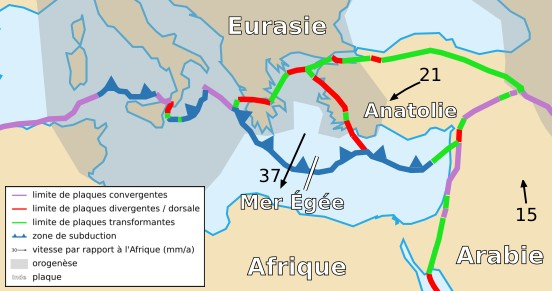
Ligne de subduction (en bleu) entre la plaque Africaine d'une part, et les plaques eurasiatique, égéenne et anatolienne d'autre part

La description faite par Ammien Marcellin de la catastrophe frappant Alexandrie correspond à celle des grands tsunamis : retrait spectaculaire des eaux puis vagues submergeant en profondeur une côte basse. L'indication de bateaux charriés à l'intérieur des terres sur plusieurs kilomètres et parfois échoués sur des maisons est une réalité, constatée en 2004 et 2011 lors des tsunamis dans l'océan Indien et au Japon. Ses localisations géographiques, côte sud du Péloponnèse et Alexandrie, sont considérées comme fiables et permettent de situer l'origine du tsunami au sud de la Crète, au-dessus d'une fosse marine géologiquement active et dont la profondeur dépasse les 3 000 mètres. Ces conditions et l'absence d'obstacles, mis à part la Crète au nord, sont propices à la création d'ondes marines et à leur propagation sur des centaines de kilomètres, frappant Alexandrie et la pointe sud-ouest du Péloponnèse. Parmi les localisations données par Jérôme de Stridon, l'extension de son séisme « universel » à l'Arabie est invraisemblable, mais le raz-de-marée frappant la côte orientale de la Sicile et la Dalmatie est une information admissible qui complète celles d'Ammien Marcellin.